# Elisabeth Chaplin
Elisabeth Chaplin (Fontainebleau, 17 ottobre 1890 – Firenze, 28 gennaio 1982) è stata una pittrice francese. Sebbene il cognome sia d'origine inglese, nella sua famiglia si pronunciava alla francese, come "Sciaplèn".

## Biografia
Nipote del pittore Charles Chaplin e figlia della scultrice e poetessa Marguerite Bavier-Chaufour e di William Chaplin, Elisabeth visse a lungo in Italia fin da bambina, in Piemonte, in Liguria e poi, dal 1904-1906 si trasferì a Roma. A questo periodo risalgono i primi suoi dipinti, come il ritratto Ritratto di famiglia in esterno (1906). A Firenze frequentò gli studi di alcuni grandi maestri attivi in quella città, tra cui Francesco Gioli e l'anziano Giovanni Fattori. Come prevedeva la didattica artistica dell'epoca, fece numerose copie di dipinti degli antichi maestri della Galleria degli Uffizi, anche se le prime opere di quegli anni, come il Les enfants au soleil e l'Autoritratto con ombrello verde, oltre al già citato  Ritratto di famiglia in esterno,  mostrano suggestioni legate al tardo-impressionismo, come quello di Auguste Renoir e Mary Cassat, e in seguito ai pittori nabis.
Dal 1910 si dedicò a tele di grande formato, con una veloce maturazione del proprio stile, verso forme più sintetiche e costruzioni basate su grandi campiture di colore, in linea con quanto avveniva in Francia con Pierre Bonnard e Félix Vallotton. Nel 1910 ricevette, con il Ritratto di famiglia, la medaglia d'oro dalla Società Fiorentina di Belle Arti. Seguirono alcune importanti esposizioni: nel 1912 alla Promotrice Fiorentina, nel 1913 alla Secessione Romana, nel 1914 alla Biennale di Venezia.
Nel 1916 si trasferì a Roma con tutta la famiglia, dove conobbe il direttore di Villa Medici Albert Besnard e André Gide. Mentre il suo successo si andava consolidando, il suo stile si avvicinò alle ricerche nabis, in particolare di Maurice Denis, esponendo di nuovo alla Biennale veneziana nel 1920 e al Salon di Parigi, riscuotendo importanti consensi che la portarono ad esporvi regolarmente da quell'anno.
Nel 1922 lasciò Roma e dagli anni trenta, fino alla fine della seconda guerra mondiale, visse a Parigi, dove ottenne importanti commissioni pubbliche per la realizzazione di grandi murali nella cappella di Notre-Dame-du Salut in Rue François 1er (distrutta nel 1980) e nella chiesa di Saint-Esprit. Nel 1937 ricevette la medaglia d'oro all'Exposition Internationale di Parigi e nel 1938 la Legione d'Onore.
Negli anni successivi sviluppò uno stile più decorativo, con superfici ingigantite e riempite di figure, colori smaltati e massicci inserti floreali. Accanto a queste opere di grande formato continuò sempre a produrre anche opere da cavalletto, spesso dedicate a soggetti tratti dalla vita quotidiana e familiare.
Finita la guerra si stabilì definitivamente a villa Il Treppiede a San Domenico di Fiesole, venendo celebrata da numerose mostre personali a Firenze, tra cui una grande antologica a palazzo Strozzi (1946), all'accademia delle Arti del Disegno (1956), aL Consolato di francia in palazzo Lenzi (1965) e alla galleria Michelucci (1972).
Tra i musei che espongono opere dell'artista figurano la Galleria nazionale d'arte moderna di Roma, e la Galleria d'arte moderna di Firenze.